# NGC 5454
NGC 5454 (również PGC 50192 lub UGC 8997) – galaktyka soczewkowata (S0), znajdująca się w gwiazdozbiorze Wolarza. Odkrył ją Heinrich Louis d’Arrest 21 kwietnia 1865 roku.